# Theaterwerkstatt Bethel
Die Theaterwerkstatt Bethel ist ein freies Theater mit Spielstätte in der Alten Klempnerei im Stadtteil Gadderbaum in der ostwestfälischen Stadt Bielefeld. Die Theaterwerkstatt Bethel wurde 1983 von der Theaterpädagogin, Künstlerin und Autorin Else Natalie Warns gegründet. 1994 übernahm der Theatermacher Matthias Gräßlin die Leitung. Träger der Kultureinrichtung sind die v. Bodelschwinghschen Stiftungen Bethel. Jährlich wirken zwischen 800 und 1000 Menschen aus Bielefeld und Umgebung mit ganz unterschiedlichen Lebenshintergründen an Theaterproduktionen, Interventionen, Fachveranstaltungen, Festen, Tagungen und Workshops mit.

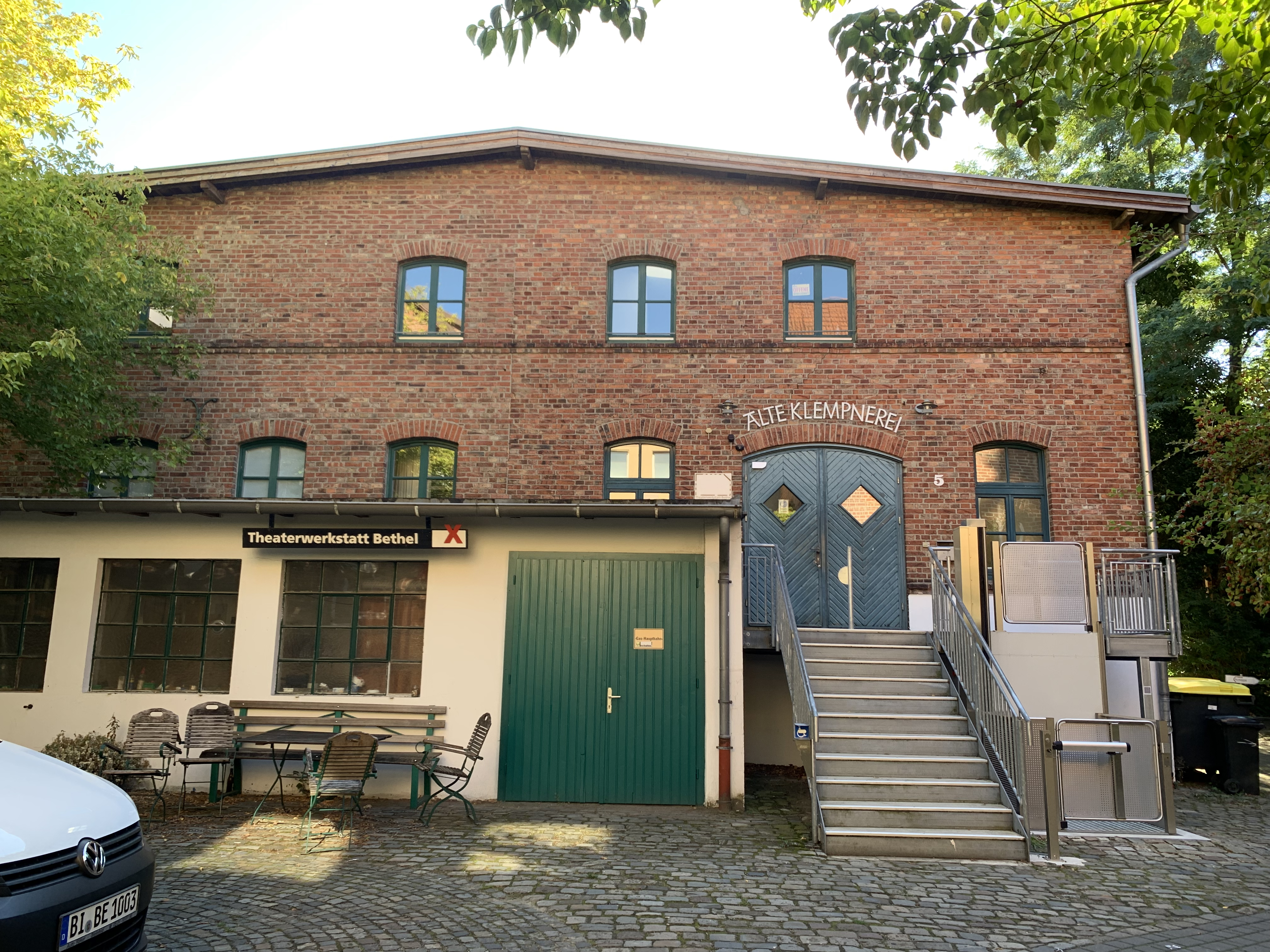
Der Eingang der Theaterwerkstatt Bethel in der Handwerkerstraße in Bielefeld. Das Gebäude ist eine alte Klempnerei.

## Geschichte
Die Theaterwerkstatt Bethel wurde 1983 von der Theaterpädagogin Else Warns als „Lernort Studio“ gegründet. In den 80er Jahren bildeten die Bearbeitung biblischer Texte und der transkulturelle Dialog thematische Schwerpunkte. Zahlreiche Masken- und Straßentheaterstücke, Singspiele und Mitspieltheater mit bis zu 100 Beteiligten entstanden.
Über Bielefeld hinaus wurde die Theaterwerkstatt Bethel erstmals 1984 mit dem mythischen Maskenspiel Dürre bekannt. Der interdisziplinäre Austausch spielte schon immer eine wichtige Rolle, wie zum Beispiel in der Zusammenarbeit mit Kunstschaffenden anderer Nationen.
Zu Beginn der 90er Jahre veränderte sich der Blickwinkel auf die eigene Theaterarbeit. Politische, theologische oder literarische Inhalte wurden nun bewusster in das Verhältnis zu ästhetischen und soziokulturellen Fragen gesetzt. Mit einer experimentellen Theaterproduktion über 4. Mose 11 zum Evangelischen Kirchentag im Ruhrgebiet setzten 1991 Warns und Gräßlin gemeinsam neue Akzente. Bei dem Stück paraktion 75 3/B im ohr waren alle Mitwirkenden zugleich als Spielende und in der Regie tätig. Form, Inhalt und Gruppe standen in einem dynamischen Spannungsverhältnis. Aus dem heraus konnte sich ein offensives und eigenes Theater entwickeln. Das Stück lieferte seinerseits wichtige Impulse für die damaligen Debatten. Theater entsteht seither aus dem, was im Zusammenspiel zu Tage gefördert und für die Spielenden für wichtig befunden wird.

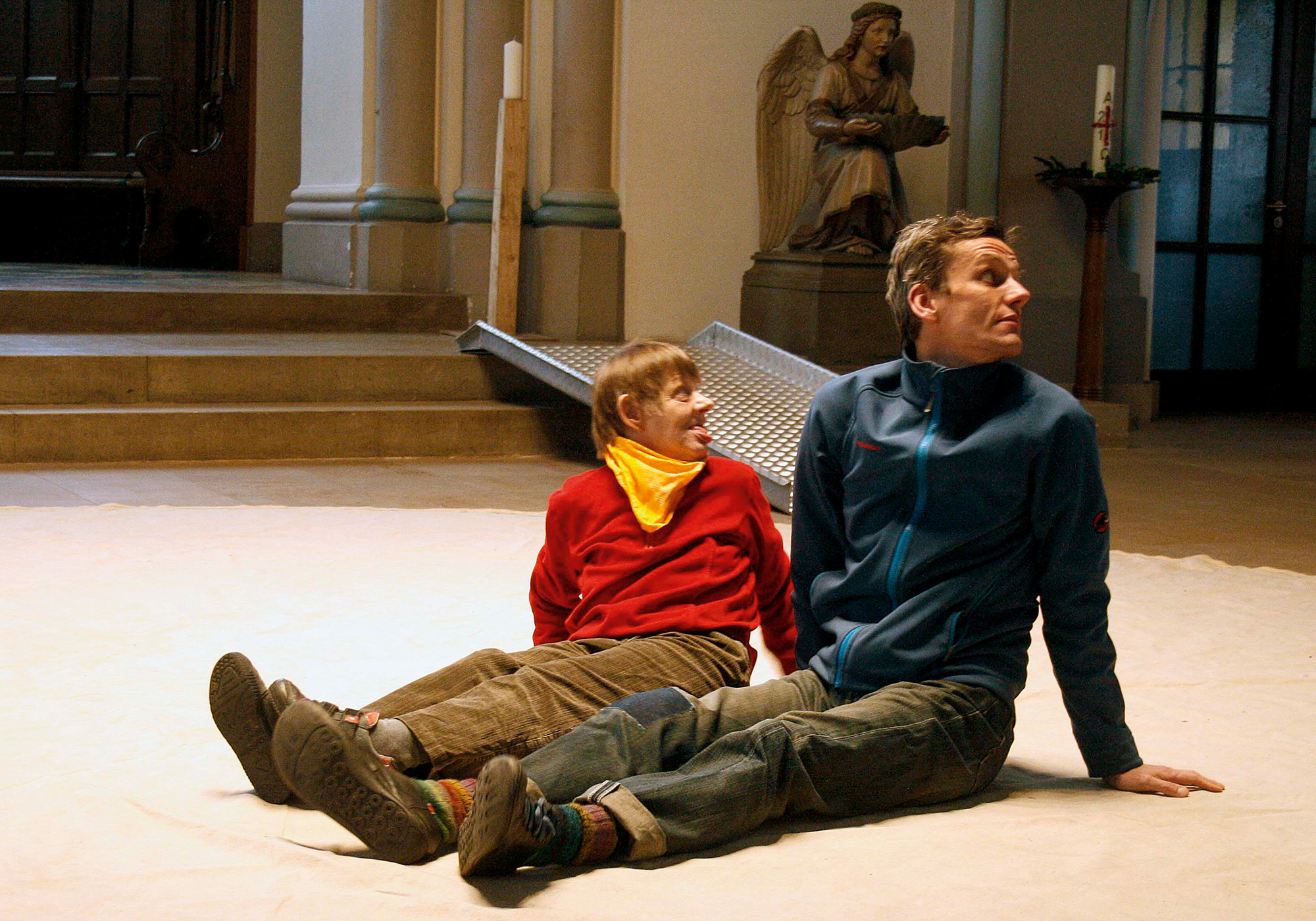
„Odem“, 2011. Bärbel Schütz und Andreas Bentrup. Unter der Künstlerischen Leitung von Andreas Gummersbach, Lena Kampmann und Matthias Gräßlin. Foto: Matthias Gräßlin

Mit der Übernahme der Leitung der Theaterwerkstatt 1994 durch Gräßlin eröffnete sich ein weiterer Schwerpunkt in der Arbeitsweise der Theaterwerkstatt: die Zusammenarbeit mit unterschiedlichen, heterogenen Gruppen. Unter anderem sollten Menschen mit Behinderung von dem Angebot mehr profitieren und in selbstverständlicher Weise teilhaben können. Fachlich bedeutete dies, sich künstlerisch intensiver mit der gesellschaftlichen Realität von Menschen mit Behinderung und anderen Lebenserfahrungen zu befassen. In Kooperationen entwickelten sich spielerische Strategien zur Unterstützung von Spielenden mit Behinderung in vielfältig zusammengesetzten Gruppen. Anlässlich der „Aktion Grundgesetz“ zum Artikel 3 Abs. 3 GG „Niemand darf wegen seiner Behinderung benachteiligt werden“ bildete sich 1998 ein Ensemble aus Menschen mit und ohne Behinderung. In einem dialogischen Probenprozess wurden die Erfahrungen und Empfindungen von Behinderung in der Gesellschaft analysiert und gemeinsam mit Menschen ohne Behinderung dargestellt. Mit dem Straßentheater Der perfekte Mensch und dem Bühnenstück Der perfekte Mensch – Tauchgang 2 wurde das Thema Behinderung von einem medizinischen oder sozialen Problem in ein gesellschafts-politisches überführt. Die darauffolgenden Projekte waren immer mehr durch einen offenen Prozess gekennzeichnet – eine Theaterarbeit ohne Voraussetzungen oder soziale Barrieren. Zwischen 1994 und 1999 wurde dieser neue Ansatz mit unterschiedlichen Gruppen ausprobiert, wie zum Beispiel mit Kindern/Jugendlichen der Friedrich-von-Bodelschwingh-Schulen oder in Kooperation mit internationalen Gruppen wie dem tansanischen Bagamoyo-National-Ensemble, dem Ensemble der dänischen Limfjordskolen oder dem Odin-Theatret um Eugenio Barba.

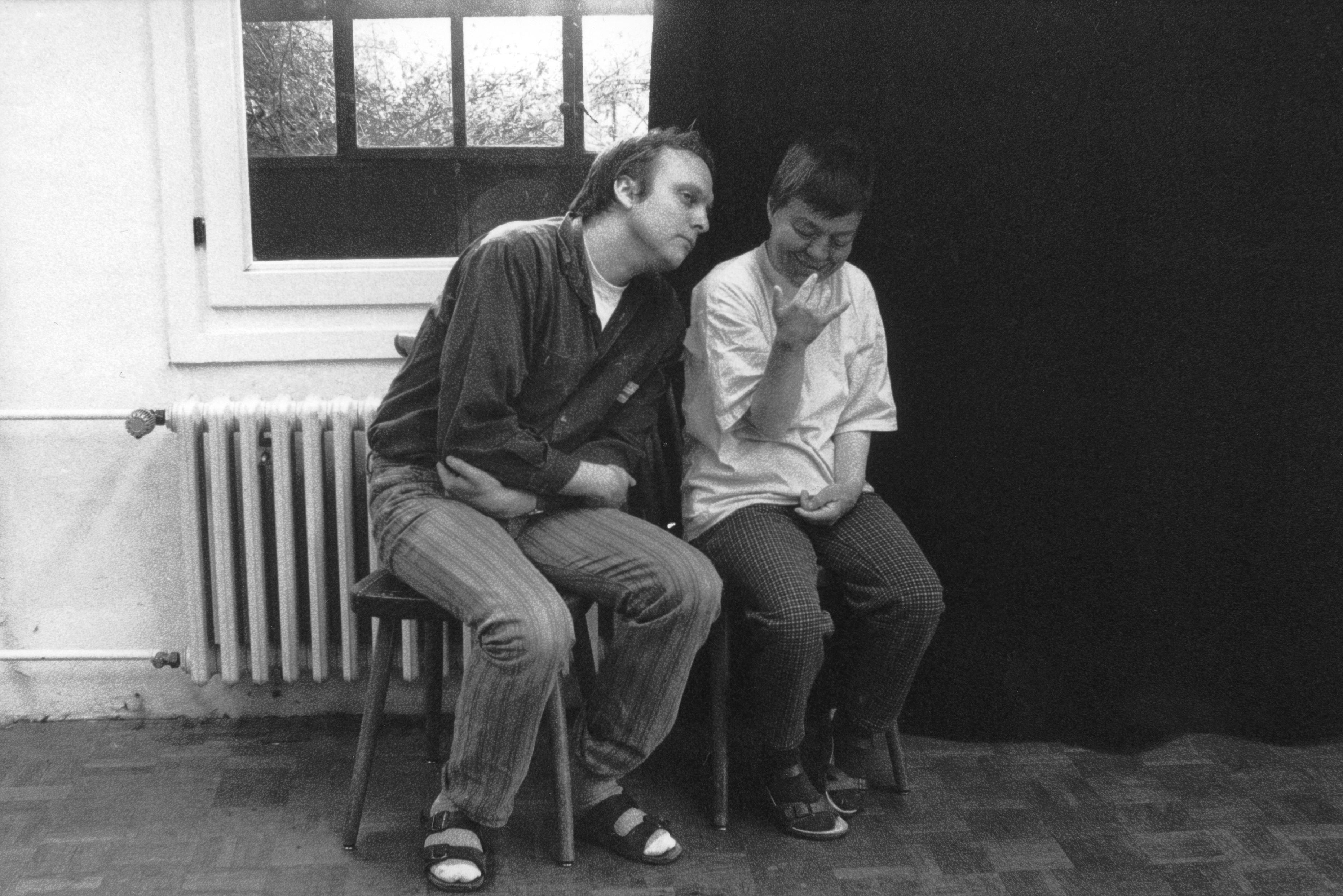
Aus dem Labyrinth…, 1998. Unter der Künstlerischen Leitung von Matthias Gräßlin und Kai Büchner.

Ebenfalls im Jahr 1998 entstand aufgrund des Slogans der Aktion Grundgesetz „Nichts über uns ohne uns“ die Idee zum Projekt Theater, Tanz und Musik mit Menschen mit komplexen Behinderungen (kurz: TTM). Im Mittelpunkt stand die gemeinsame Zusammenarbeit zwischen Mitwirkenden mit und ohne komplexe Behinderungen. Der erträumte Dialog gelang. Das Projekt entwickelte sich für viele Mitwirkende zu einer Möglichkeit, sich erstmals selbstständig in der Öffentlichkeit darzustellen und zu vertreten.
Aufgrund der Erfahrung, dass die Vielfalt der Mitwirkenden (Persönlichkeit, Erfahrungshintergrund und Erscheinung) das Potential für inhaltliche, ästhetische und soziale Impulse steigert, entstand 2000 die Idee zu einem neuen Vorhaben. Es entstand ein Ensemble, das alle möglichen Lebensbereiche repräsentierte. Sebastian Brants Narrenschiff aus dem Jahr 1494 forderte eine solche Konstellation geradezu heraus. Gemeinsam mit dem Kölner Komponisten Bernhard König und der Regisseurin Kai Büchner entwickelte Gräßlin das Konzept: 26 Schauspielende und Musizierende fanden Gelegenheit, alles und nicht zuletzt sich selbst zum Narren zu machen.

### Entstehung des Volxtheaters

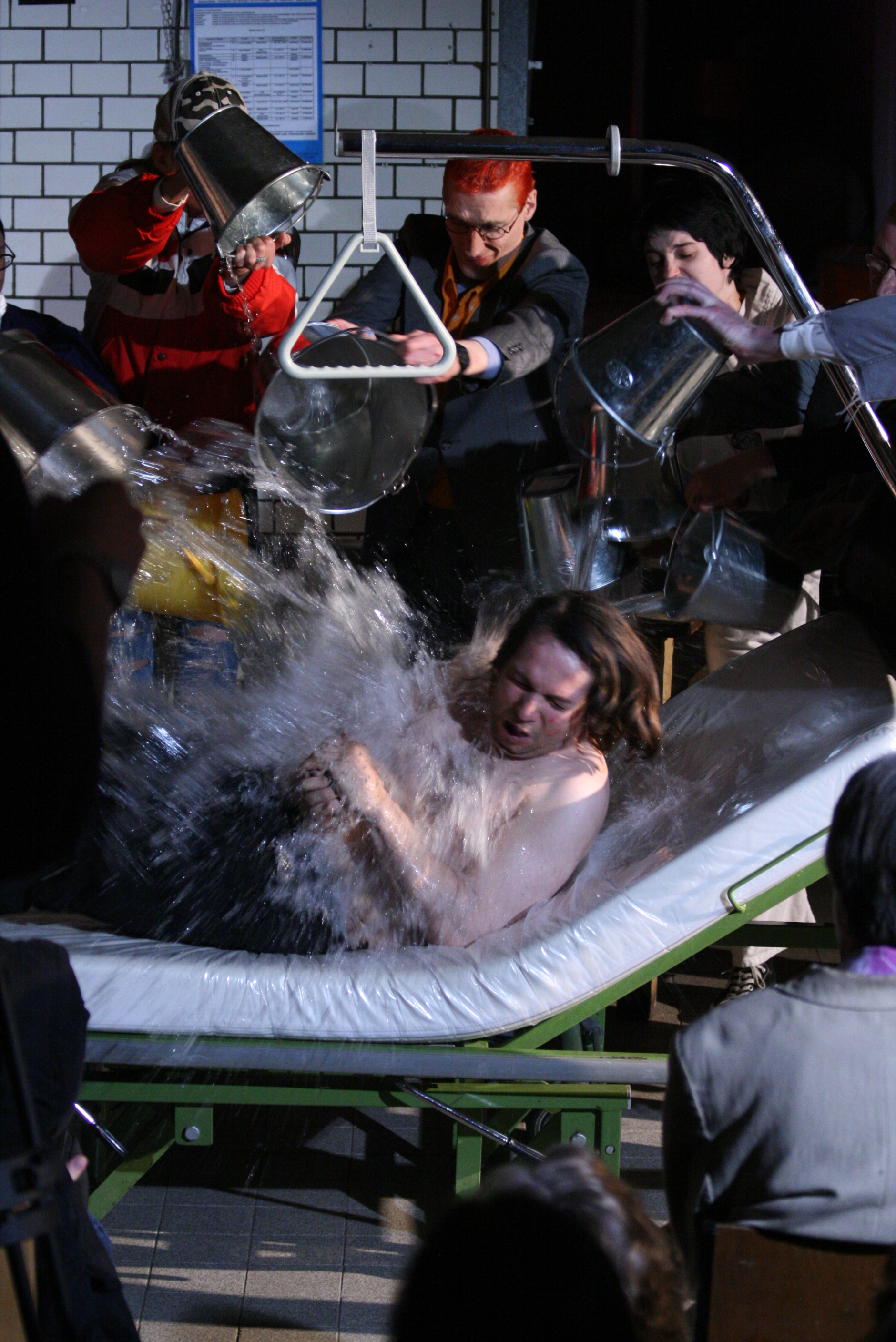
Von einem, der auszog, das Fürchten zu lernen, Volxtheater frei nach Jakob und Wilhelm Grimm, 2008. Musik: Christian Beckers; Klanginstallation: Gregor Bonse; Licht: Jens Wienekamp; Leitung: Matthias Gräßlin, Tanja Krüger und Katrin Nowak. Foto: Matthias Gräßlin

Es folgten weitere große Projekte mit heterogenen Gruppen. Darunter Brechts Dreigroschenoper und ein Musiktheater zu Ovids Metamorphosen. 2005 wurden in einer Reihe von Werkstattgesprächen und Symposien die Praxiserfahrungen der letzten Jahre reflektiert. Es entstand eine ästhetische und methodische Grundlage der Arbeit in der Theaterwerkstatt Bethel. Seitdem laufen die jährlichen Projekte mit heterogenen Gruppen unter dem Label „Volxtheater“. Hierbei treffen sich Menschen aus allen Lebensbereichen der Gesellschaft. Sie schaffen ihr eigenes Theater. Es ist Theater aus der Bevölkerung und für die Bevölkerung. Das x steht im übertragenen Sinne für eine besondere Arbeits- und Denkweise: im x überschneiden sich zwei Linien und verbinden sich miteinander. Es ergeben sich Schnittstellen, Begegnungen und Verknüpfungen. Für die menschliche Begegnung bedeutet das x das Aufeinandertreffen verschiedener biografischer Bezüge, Herkünfte, Absichten und Interessen. Das x markiert den Freiraum, den lebendige Entwicklung benötigt. Dem entsprechend lädt das Volxtheater ein, diesen Freiraum mit eigener Präsenz, Stimme und Aktion zu prägen, ihn zu bespielen und mit eigenen Ideen und eigener Bedeutung zu füllen. Aus dem Zusammenspiel einer Gruppe heraus entsteht eigenes Theater.

### Entstehung der Volxakademie für inklusive und diverse Kultur
Ein Ausdruck dieses lebendigen Wechselverhältnisses zwischen ästhetischem Interesse, gesellschaftlichem Engagement und persönlicher Entfaltung ist seit 2016 der Aufbau der „Volxakademie für inklusive Kultur“. Hier können einerseits Mitwirkende des Volxtheaters ihre soziokulturellen Erfahrungen reflektieren und für andere Lebensbereiche fruchtbar machen. Andererseits können Interessierte aller gesellschaftlichen Bereiche die Möglichkeiten der inklusiven künstlerischen Praxis für ihre Fragen und Interessen nutzen. In Kooperation mit anderen (durch Fach- und Organisationsberatung, Coachings & partizipative Forschung) werden Ideen für eine Kultur der Vielfalt und ein nachhaltiges, zukunftsorientiertes, diversitätssensibles Zusammenleben und Denken entwickelt.

### Entstehung der Volxkultur als künstlerischem Ansatz für die offene Gesellschaft

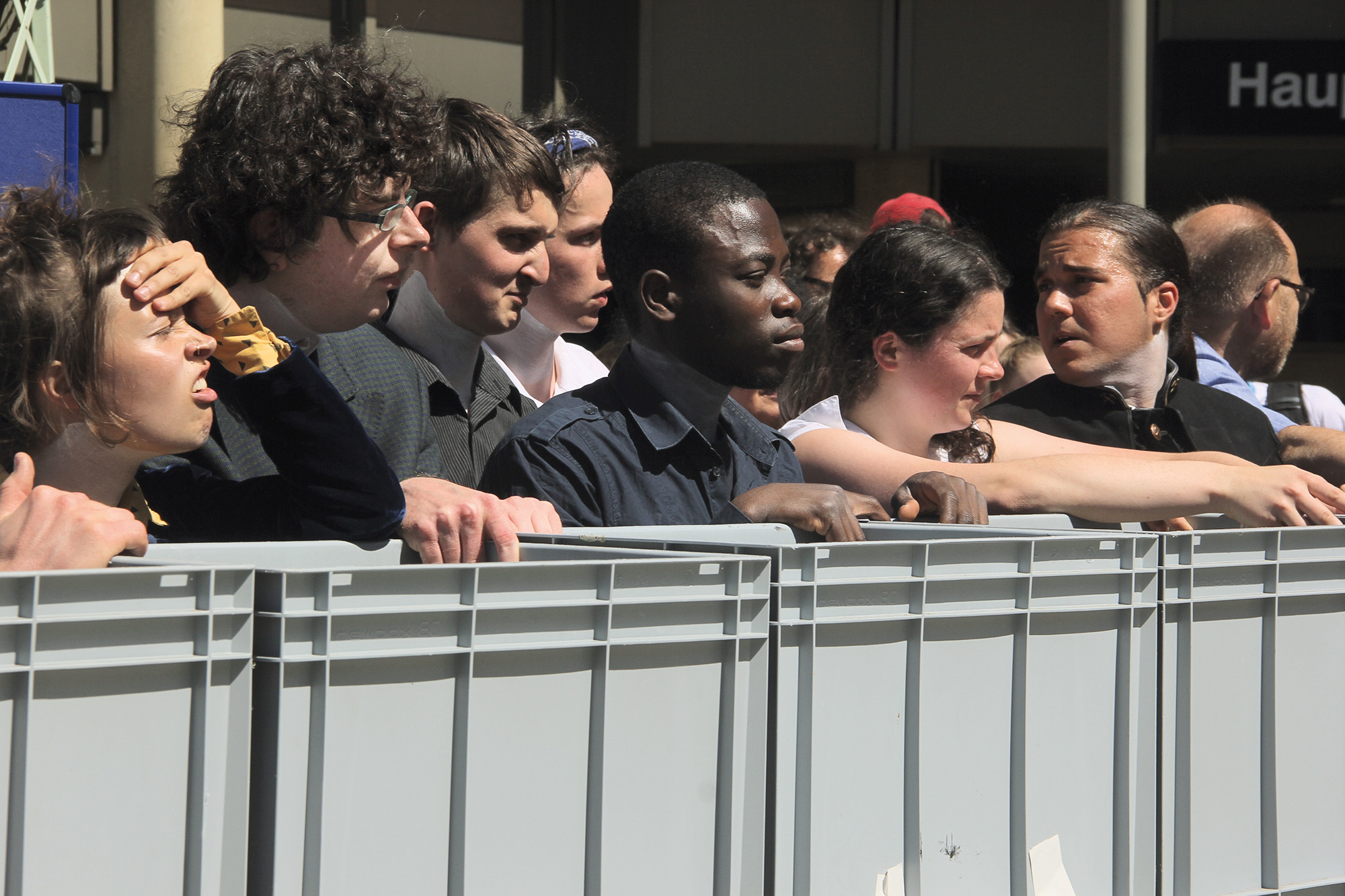
Kollision, 2018. Volxperformance unter der Leitung von Laura Marleen Kreutz und Henrik Weber. Foto: Matthias Gräßlin

Die Idee der Volxkultur hat sich aus der Erfahrung des Spielens als künstlerischem Prozess heraus entwickelt. Mitwirkende schaffen gemeinsam neue Gedankenräume, wagen Experimente und entwickeln sich über ihren Horizont hinaus. Die Vielfalt der Lebenserfahrungen und die im Spiel einnehmbaren und gestaltbaren Sichtweisen spielen dabei eine Rolle. Selbst gegenteilige Standpunkte können dabei zum Impulsgeber werden. Sie werden ins Wechselspiel gebracht und im Hinblick auf ein gestaltbares Drittes fusioniert oder transformiert. Auf diesem Wege fördert Volxkultur eine muntere und konstruktive Streitkultur. Lebendige und geschätzte Vielfalt ist hierfür Voraussetzung und Gewinn zugleich.

## Inszenierungen
- Julia und Romeo – Hast Du schon gehört?! (2024) in Kooperation mit dem Filmhaus Bielefeld
- SAMSAS VERWANDLUNGEN (2022) für die Kunsthalle Osnabrück
- MAUER_FÄLLE (2019) auf Zeche Zollern beim Deutschen Evangelischen Kirchentag in Dortmund
- DÖRFER - EIN STÜCK VON HIER UND WOHIN (2014) zum 800-jährigen Bestehen der Stadt Bielefeld
- Vermisst:... Ein Abend über das Verschwinden (2009) zum 32. Deutschen Evangelischen Kirchentag in Bremen in Zusammenarbeit mit Bernhard König
- Von einem, der auszog, das Fürchten zu lernen (2008)
- Metamorphosen – Tanz- und Musiktheater auf den Fährten des Ovid (2007)
- Narrenschiff – Turbulentes Theater nach Sebastian Brant (2000)
- Das Martyrium des Stephanus – Liturgisches Theater und ZDF Fernsehgottesdienst (1998)
- Fallen – choreografisches Theater zum Phänomen Epilepsie (1996)

## Auszeichnungen
- 2009: im Rahmen der 7. Nachtreise der Freien Theater Bielefeld mit der Produktion Vermisst:… Ein Abend über das Verschwinden
- 2020: Stern der Woche der Neuen Westfälischen an Matthias Gräßlin
- 2022: Auswahl für das 31. Bundestreffen Jugendclubs an Theatern, veranstaltet vom Bundesverband für Theaterpädagogik & ausgerichtet vom DNT Weimar und dem stellwerk – junges theater weimar
- 2023: Heimatpreis für Kultur der Stadt Bielefeld